# Todos os Contos
Todos os Contos é uma obra ficcional lançada em 2016 que reúne os contos escritos por Clarice Lispector. O organizador e prefaciador da obra é o escritor norte-americano Benjamin Moser, biógrafo da autora. É a primeira vez que uma obra coletânea reúne todos os contos escritos por Lispector em um único volume. Os 85 contos, muitos deles sendo publicados anteriormente apenas na imprensa, são apresentados na ordem cronológica.
O livro foi lançado primeiramente nos Estados Unidos, em 2015 pela editora New Directions, com tradução de Katrina Dodson, e esteve presente na lista dos livros mais importantes do ano do jornal The New York Times.